# Szczebrzeszyn
Szczebrzeszyn è un comune urbano-rurale polacco del distretto di Zamość, nel voivodato di Lublino.
Ricopre una superficie di 123,16 km² e nel 2004 contava 12 134 abitanti.